# Vladimír Kruba

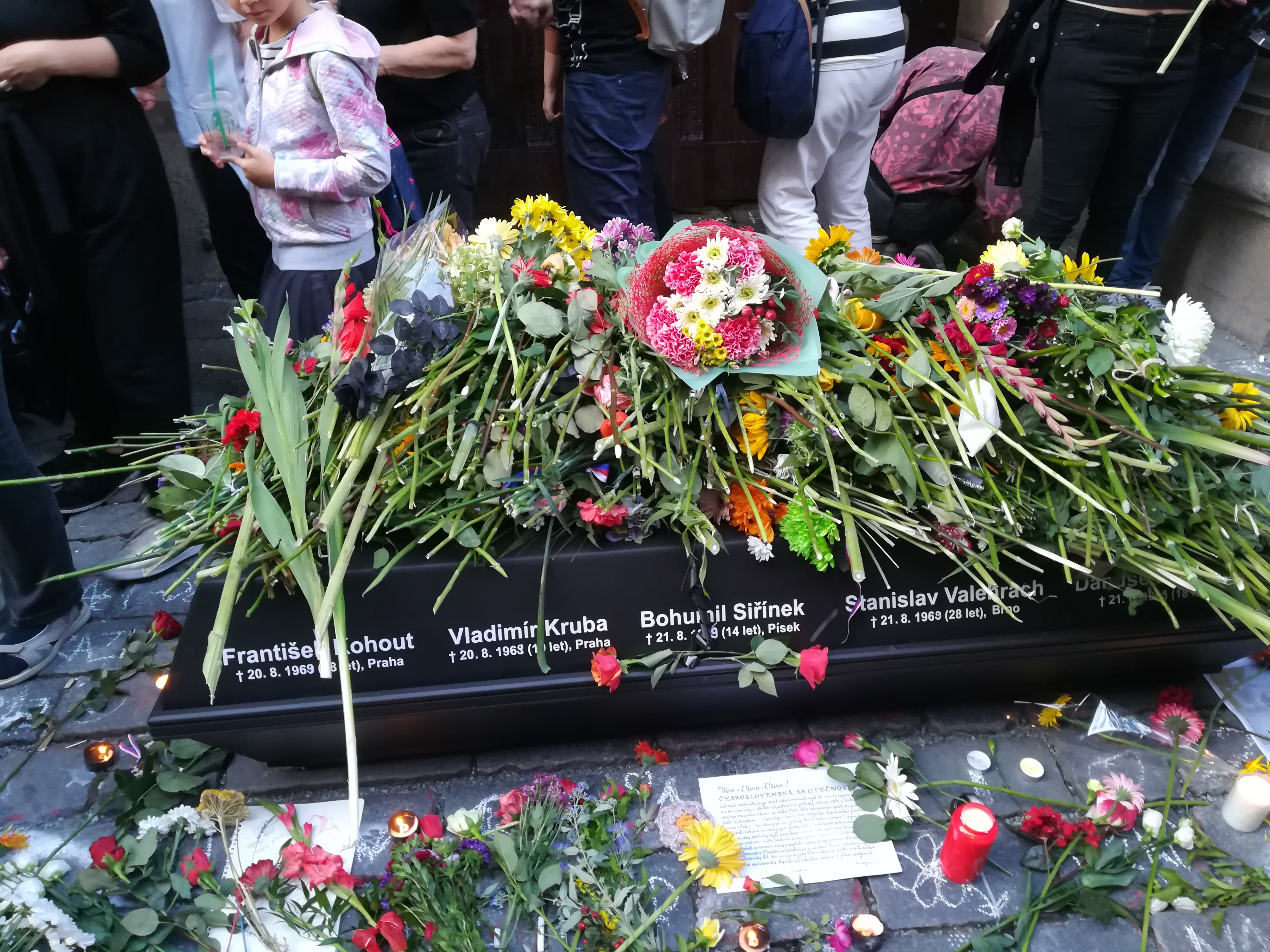
Symbolická rakev se jmény pěti obětí usmrcených pořádkovými silami ve dnech 20. a 21. srpna 1969 při potlačování demonstrací v Praze a Brně

Symbol Lidových milic (ilustrační foto)

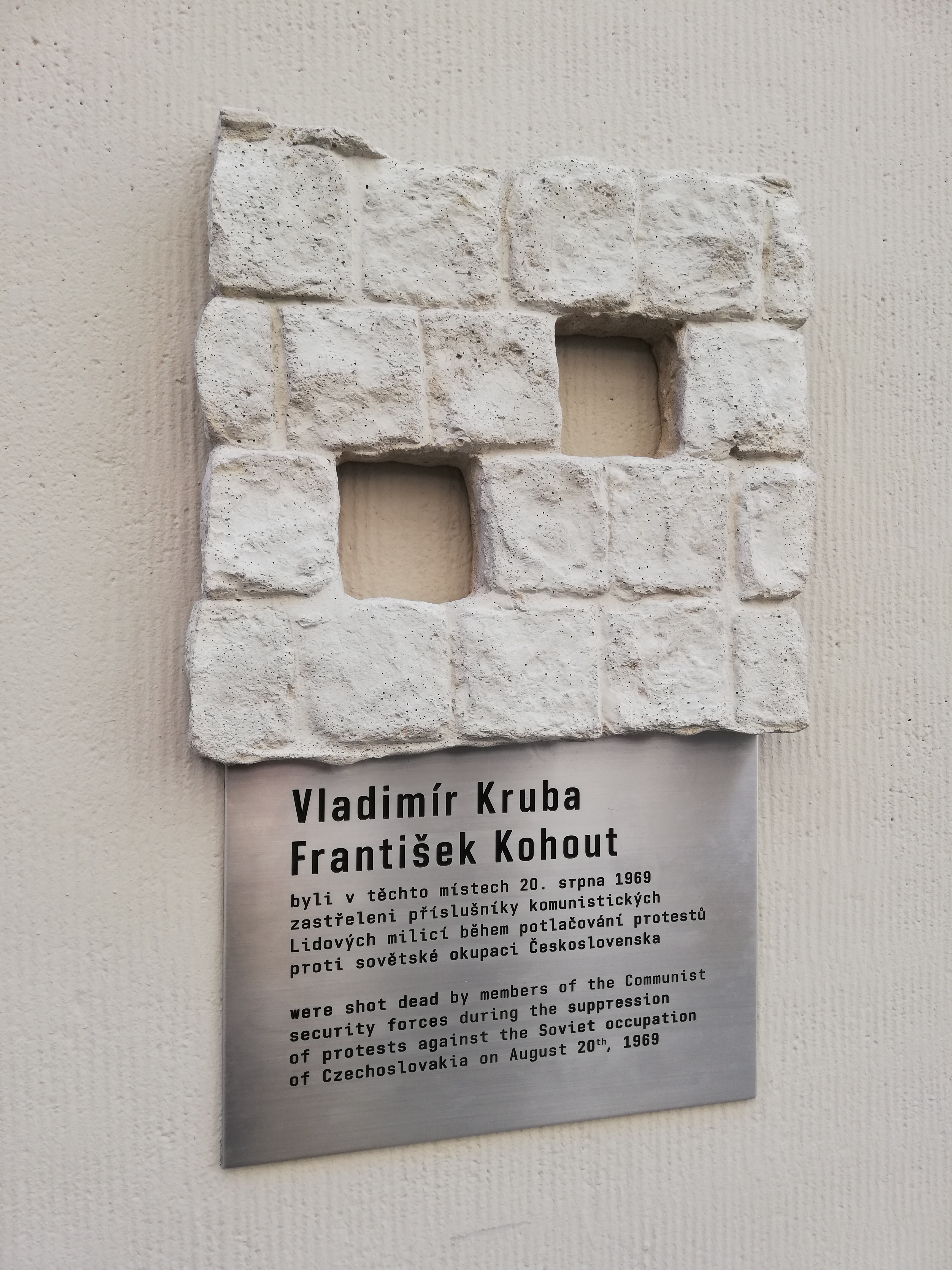
Pamětní deska věnovaná památce Vladimíra Kruby a Františka Kohouta v Praze

Vladimír Kruba (12. července 1950 – 20. srpna 1969, Praha) byl jednou ze tří pražských obětí při potlačování demonstrací (20. srpna 1969 a 21. srpna 1969) k 1. výročí obsazení ČSSR vojsky Varšavské smlouvy (resp. k 1. výročí sovětské okupace).

## Podrobněji
Vladimír Kruba se narodil 12. července 1950, bydlel ve Veletržní ulici v Praze 7 a živil se jako elektrikář v podniku Československé automobilové opravny (ČSAO).
V Praze na Václavském náměstí u pomníku svatého Václava se scházeli lidé každý den v podvečer a to již od 16. srpna 1969 a každý den jich bylo více. Dne 20. srpna 1969 jejich množství kulminovalo a posléze vyústilo v centru Prahy v mohutné střety mezi demonstranty a zasahujícími pořádkovými jednotkami.   
K první střelbě ostrou municí do demonstrantů došlo v Králodvorské ulici, která se nachází za Prašnou branou, spojuje severní část náměstí Republiky, přetíná křižovatku ulic U Obecního domu a U Prašné brány, aby nakonec skončila v Celetné ulicí. Jednotky Lidových milicí byly rozmístěny v prostoru na rohu ulice U Obecního domu, odkud jejich ozbrojení příslušníci začali samopaly střílet z nákladního automobilu do davu. V prostoru křižovatky ulic Králodvorská a „U Prašné brány“ byl střelbou (nejspíše se jednalo o „nepovedené varovné výstřely“) smrtelně zasažen osmnáctiletý zednický učeň František Kohout (průstřel hlavy a následné masivní poranění mozku) a o několik kroků dál (směrem do Rybné ulice, přesněji: na křižovatce ulic Rybná a Králodvorská; nejspíše odraženými střelami) devatenáctiletý elektrikář Vladimír Kruba. Vladimír Kruba utrpěl průstřel hrudníku, při němž byly zasaženy obě plíce, jícen i krajina srdeční. Byl odvezen co nejrychleji ochotným řidičem do nemocnice Na Františku, ale zdejší lékařská pomoc již byla marná. Tehdejší velitel zásahu nevydal pokyn k palbě, jednalo se nejspíše o vlastní iniciativu střelce / střelců, jehož / jejichž identita nebyla ani tehdy ani později odhalena. 

## Pamětní deska
Jméno Vladimíra Kruby připomíná pamětní deska, která vznikla díky občanskému spolku „Pomníky obětem bezpráví“ v rámci iniciativy „Srpen 1969“ a projektu „Černé šeříky“.  Iniciátorem projektu byl předseda spolku „Pomníky obětem bezpráví“ – historik a genealog Lukáš Cvrček. Pamětní deska byla financována členy spolku „Pomníky obětem bezpráví“ z darů soukromých osob. 
Pamětní deska se nachází na fasádě (vnější zdi) Grand Hotelu Bohemia  Byla slavnostně odhalena dne 21. srpna 2019 za přítomnosti starosty Pavla Čižinského, radních a dalších zástupců radnice Prahy 1. Slavnostního odhalení pamětní desky se účastnil také Tomáš Klepek, bývalý spolužák a tehdy nejlepší kamarád zastřeleného Vladimíra Kruby.
S kamarády jsme si říkali, že Láďa je člověk, který má štěstí. Všechno mu vycházelo. Byl poctivý, s dobrou povahou a z ničeho si nic nedělal. Byl to skvělý parťák a měli jsme se rádi.
Tomáš Klepek, vzpomínka na Vladimíra Krubu, 
Autorem výtvarného návrhu pamětní desky je sochař Jakub Grec, který (bez nároku na honorář) desku vytvořil a rovněž zajistil její instalaci. Horní část pamětní desky je tvořena betonovým reliéfem. Ten znázorňuje motiv pražské dlažby. Kompaktní povrch dlažby je narušen dvěma chybějícími dlažebními kostkami, které symbolizují dva zbytečně zmařené mladé lidské životy. (Deska je společná jak pro Vladimíra Krubu, tak i pro Františka Kohouta.) Dolní část pamětní desky doplňuje kovová tabulka s českým a anglickým textem.
- Český text na pamětní desce:

Vladimír Kruba / František Kohout/ byli v těchto místech 20. srpna 1969 / zastřeleni příslušníky komunistických / Lidových milicí během potlačování protestů / proti sovětské okupaci Československa
- Anglický text na pamětní desce:

Vladimír Kruba / František Kohout / were shot dead by members of the Communist / security forces during the suppression / of protests against the Soviet occupation / of Czechoslovakia on August 20–th, 1969

## Ocenění
V roce 2009 mu byla in memoriam udělena Cena Václava Bendy. Cenu převzala jeho matka Jarmila Krubová.